# Buhuși
Buhuși ist eine Stadt im Kreis Bacău in Rumänien. 

## Lage
Buhuși liegt auf der Ostseite der Ostkarpaten in der Senke Cracău-Bistrița am Fluss Bistrița. Die Kreishauptstadt Bacău befindet sich etwa 25 km südöstlich.

## Geschichte
Im Jahr 1438 wurde Buhuși erstmals urkundlich erwähnt. 1457 besiegte auf dem Gebiet der heutigen Stadt Ștefan cel Mare seinen Widersacher Petru Aron und bestieg damit den Thron des Fürstentums Moldau. Der Name des Ortes – der ursprünglich Bodești hieß – wandelte sich im Laufe der Zeit in seine heutige Form und ist von einer Adelsfamilie Buhuș abgeleitet, die in der Gegend ansässig war. Im Jahr 1885 wurde eine große Textilfabrik eröffnet, die von da an für lange Zeit das wirtschaftliche Leben in Buhuși bestimmte. 1930 wurde Buhuși zur Stadt erklärt. In der Textilfabrik arbeiten heute nur noch wenige Personen. Am Stadtrand wurde ein neuer Gewerbepark eingerichtet.
Der Anfang der 1980er Jahre errichtete Zoo wurde wegen unsachgemäßen Betreibens Anfang 2009 geschlossen. Das Areal befindet sich (Stand 2015) in einem desolaten Zustand.

## Bevölkerung
1828 wurden in Buhuși 50 Häuser registriert. 1921 lebten etwa 6.000 Menschen im Ort, 1930 – nach Eingemeindung der beiden Katastralgemeinden – 12.000. In der Folge wuchs die Bevölkerungszahl bis zur Revolution 1989 weiter kontinuierlich bis auf etwa 22.000 an. Bei der Volkszählung 2002 wurden in der Stadt 18.746 Einwohner registriert, darunter 18.155 Rumänen, 551 Roma, 16 Ungarn, zehn Deutsche und sieben Juden. 2011 wurden in Buhuși nur noch 14.562 Menschen registriert, davon bekannten sich 11.837 als Rumänen, 1264 als Roma, 14 als Rumäniendeutsche, neun als Magyaren, sieben als Griechen und restliche machten keine Angaben zu ihrer Ethnie.

## Verkehr
Buhuși liegt an der Bahnstrecke zwischen Bacău und Bicaz; hier bestehen mehrmals täglich Zugverbindungen. Regelmäßiger Busverkehr besteht u. a. nach Bacău. Durch die Stadt führt die Nationalstraße 15 zwischen Bacău und Turda.

## Sehenswürdigkeiten
- Kloster Ciolpani
- Kloster Runc

## Persönlichkeiten
- Gheorghe Airinei (1928–1994), Politiker der Kommunistischen Partei
- Elisabeta Bostan (* 1931), Filmregisseurin